# Universitario de Deportes
Universitario de Deportes ist ein Fußballverein aus Lima, Peru. Der Club wurde im Jahre 1924 gegründet und spielt in der höchsten peruanischen Fußballliga, der Primera División. Er spielt seit 2000 im Estadio Monumental, dem größten Fußballstadion Perus.
Universitario de Deportes ist einer der erfolgreichsten Fußballvereine Perus. Er hat 28-mal die peruanische Meisterschaft gewonnen – mehr als jeder andere nationale Verein.

## Geschichte
Der Fußballverein wurde am 7. August 1924 als Federación Universitaria von Studenten der Universidad Nacional Mayor de San Marcos in Lima gegründet. Die ersten Teams von Universitaria wurden aus Universitätsstudenten zusammengestellt.

### 1928 bis 1950 – Sieben Amateurtitel
Im Jahr 1928 nahm ihn die Federación Peruana de Fútbol in die erste Liga auf, ohne dass weitere sportliche Qualifikation nötig gewesen wären. Carlos Cillóniz, ein Fußballer des Vereins, erzielte acht Tore und wurde damit Torschützenkönig der Meisterschaft. Im folgenden Jahr gewann die Mannschaft ihr erstes Turnier und wurde peruanischer Meister. Im Jahr 1931 änderte der Verein seinen Namen in Universitario de Deportes.

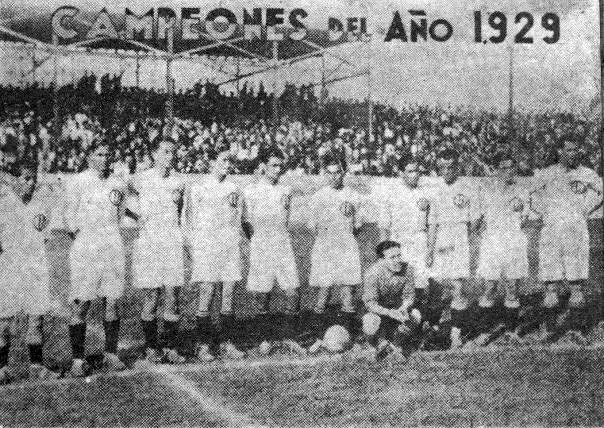
Meistermannschaft von 1929

1934 gewann der Verein seinen zweiten nationalen Titel, nachdem er Alianza Lima besiegt hatte. Nur fünf Mannschaften nahmen am peruanischen Turnier von 1935 teil, wobei Universitario den dritten Platz belegte. 1936 wurde die Meisterschaft aufgrund der Teilnahme der peruanischen Mannschaft an den Olympischen Spielen nicht ausgetragen.
Die Saison 1941 umfasste acht Vereine und wurde in zwei Etappen gespielt. Allerdings wurde das Turnier bereits in der zwölften Runde wegen der Teilnahme der Nationalmannschaft an der Südamerikameisterschaft unterbrochen. Nach Wiederaufnahme der Saison erreichte Universitario de Deportes den Titel, nachdem sie ihre letzten beiden Spiele gegen Atlético Chalaco und Alianza Lima mit 1:0 bzw. 3:1 gewonnen hatten. Die aufeinanderfolgenden Titelgewinne in den Jahren 1945 und 1946 führten dank des Offensivtrios aus Víctor Espinoza, Teodoro Fernández und seinem Bruder Eduardo Fernández zum ersten Bicampeonato des Vereins. Auf die drei Spieler entfielen 41 Tore.
Die folgende Saison, die schlechteste Leistung in der Amateur-Ära, endete mit Sporting Tabaco auf einem mittelmäßigen achten Platz und konnte den Abstieg nur verhindern, weil beide Teams sich weigerten, ein Play-off-Spiel zur Ermittlung des Absteigers auszutragen. Daher beschloss der damalige ausrichtende Verband, den Abstieg für die Saison auszusetzen. 1949 feierte der Verein sein 25-jähriges Bestehen mit dem Gewinn der Meisterschaft, nachdem er sein letztes Spiel gegen Atlético Chalaco mit 4:3 gewonnen hatte.
1950 fand die letzte Meisterschaft der Amateurära statt, bei der La U nach neun Siegen, zwei Unentschieden und sieben Niederlagen den fünften Platz belegte. Sie schlossen mit sieben Meistertiteln ab, einem weniger als Alianza Lima, das am Ende der Amateurära die meisten Titel hielt.

### Frühe Jahre der professionellen Ära
Der Profifußball kam 1951 nach Peru, als der peruanische Fußballverband die Meisterschaft an die globalen Richtlinien für eine Profiliga anpasste, allerdings nur unter Beteiligung von Vereinen aus der Stadt Lima und der Provinz Callao. Der Verein debütierte in der Profi-Ära mit einem Sieg über Mariscal Sucre FBC mit einem Ergebnis von 4:1. Am 20. Juli 1952 fand die Einweihung des Teodoro Fernandez Stadion mit Sportanlagen und Zuschauertribüne statt, das zuvor zum ersten Nationalstadion des Landes gehörte. Bei der Eröffnung besiegte Universitario die Universidad de Chile mit 4:2, wobei Teodoro Fernández drei Tore erzielte.
1954 übernahm er die Präsidentschaft des Plácido Galindo Clubs, was die erste seiner drei Amtszeiten an der Spitze der Institution war. Während dieses Jahrzehnts führte der Verein unregelmäßige Kampagnen in der neuen Profiliga durch, in der sich Alianza Lima, Sport Boys, Mariscal Sucre, Sporting Cristal und Centro Iqueño die Titel teilten. Die Titeldürre der 1950er Jahre endete 1959, als sie nach einem 3:3-Unentschieden gegen Deportivo Municipal im letzten Spiel ihren achten Titel gewannen.
In den 1960er Jahren waren die Erfolge des Vereins mit dem Gewinn von fünf weiteren Meisterschaften die bislang größten. Das erste davon im Jahr 1960 nach einem torlosen Unentschieden gegen die Sport Boys. Insgesamt elf Siege, drei Unentschieden und vier Niederlagen in achtzehn Spielen. Damit wird sein zweites Bicampeonato erreicht. Als Meister von 1960 war Universitario der erste peruanische Verein, der sich für die Copa de Campeones de América, die erste Ausgabe der Copa Libertadores, qualifizierte. Am 19. April 1961 debütierte der Verein im wichtigsten südamerikanischen Wettbewerb in Montevideo, Uruguay, gegen Peñarol.
Nach dem dritten Platz in zwei aufeinanderfolgenden Saisons wurde Universitario 1964 erneut peruanischer Meister, neun Punkte vor dem zweiten Platz. Ende 1965 weitete der peruanische Fußballverband die Profiliga auf das ganze Land aus, indem er das erste nationale Turnier als Torneo Descentralizado (Dezentralisiertes Turnier) ins Leben rief. 1966 wurde das erste Descentralizado gespielt. Unter der Führung von Trainer Marcos Calderón wurde der Verein nach neunzehn Siegen, drei Unentschieden und vier Niederlagen der erste nationale Meister. 1967 verteidigte die Universitario erfolgreich ihre Krone und gewann ihr drittes Bicampeonato.

## Erfolge
- Copa Libertadores
  - Vizemeister (1×): 1972.

- Copa Libertadores U-20
  - Meister (1×): 2011.
- Peruanische Meisterschaft
  - Meister (28×): 1929, 1934, 1939, 1941, 1945, 1946, 1949, 1959, 1960, 1964, 1966, 1967, 1969, 1971, 1974, 1982, 1985, 1987, 1990, 1992, 1993, 1998, 1999, 2000, 2009, 2013, 2020, 2023[21]
  - Vizemeister (15×): 1928, 1932, 1933, 1940, 1955, 1965, 1970, 1972, 1978, 1984, 1988, 1995, 2002, 2008, 2020
- Copa Presidente de la República
  - Meister (1×): 1970.[22]

## Trainer
- Roberto Scarone (1972)

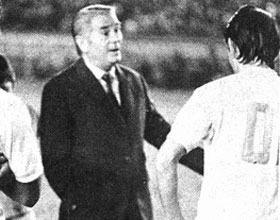
Roberto Scarone gewann 3 peruanische Meisterschaften und wurde 1972 Zweiter bei der Copa Libertadores

- Marcelo Trobbiani (2004)
- Ricardo Gareca (2008)
- José del Solar (2010–2012)
- Ángel Comizzo (2013–2014)
- Roberto Challe (2015–2017)
- Pedro Troglio (2017–2018)
- Ángel Comizzo (2019)
- Gregorio Pérez (2020)
- Ángel Comizzo (2020–2021)
- Álvaro Gutiérrez (2022)
- Carlos Compagnucci (2022–2023)[23]
- Jorge Fossati (2023–)[24]

## Spieler
- Aldo Corzo (Aktueller peruanischer Nationalspieler)
- Eduardo Astengo (Ehemaliger peruanischer Nationalspieler und Mitbegründer des Klubs)
- José-Luis Carranza (Ehemaliger peruanischer Nationalspieler)
- Roberto Challe (Ehemaliger peruanischer Nationalspieler)
- Carlos Cillóniz (Torschützenkönig der Primera División 1929)
- Rubén Correa (Ehemaliger peruanischer Nationalspieler)
- José Fernández Santini (Ehemaliger peruanischer Nationalspieler)
- Arturo Fernández (Ehemaliger peruanischer Nationalspieler und -trainer)
- Teodoro Fernández (Ehemaliger peruanischer Nationalspieler)
- Plácido Galindo (Ehemaliger peruanischer Nationalspieler und Mitbegründer des Klubs)
- Jorge Góngora (Ehemaliger peruanischer Nationalspieler)
- Pedro González (Ehemaliger peruanischer Nationalspieler)
- Hernán Rengifo (Ehemaliger peruanischer Nationalspieler)
- Luis Rubiños (Ehemaliger peruanischer Nationalspieler)
- Félix Salinas (Ehemaliger peruanischer Nationalspieler)
- Nolberto Solano (Ehemaliger peruanischer Nationalspieler; in Europa u. a. für Aston Villa und Newcastle United aktiv)
- José del Solar (Ehemaliger peruanischer Nationalspieler)
- Juan Manuel Vargas (Ehemaliger peruanischer Nationalspieler; in Europa für AC Florenz aktiv)

### Spieler mit den meisten Einsätzen und Toren

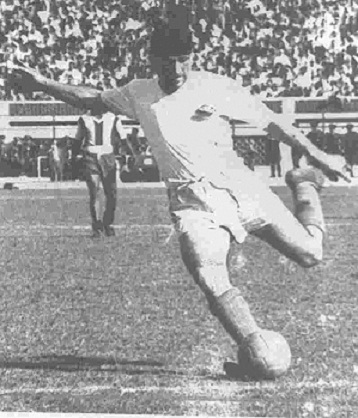
Teodoro Fernández ist der Spieler mit den meisten Toren in der Vereinsgeschichte

| Einsätze | Einsätze           | Einsätze                      | Einsätze |
| -------- | ------------------ | ----------------------------- | -------- |
| 1        | José-Luis Carranza | 1985–2004                     | 570      |
| 2        | Fernando Cuéllar   | 1969–1980                     | 410      |
| 3        | Paolo Maldonado    | 1990–1997 1999–2002 2004 2006 | 387      |
| 4        | Eduardo Rey Muñoz  | 1980–1989                     | 354      |
| 5        | Ángel Uribe        | 1959–1973                     | 349      |

| Tore | Tore              | Tore                | Tore |
| ---- | ----------------- | ------------------- | ---- |
| 1    | Teodoro Fernández | 1931–1953           | 161  |
| 2    | Ángel Uribe       | 1959–1973           | 124  |
| 3    | Percy Rojas       | 1966–1974 1982–1984 | 119  |
| 4    | Alberto Terry     | 1946–1958           | 111  |
| 5    | Oswaldo Ramírez   | 1970–1975           | 95   |

## Die Kader der Meistermannschaften
| Nr. | Spielzeit | Meistermannschaft | Trainer                                           |
| --- | --------- | --- | ------------------------------------------------- |
| 1   | 1928      | Jorge Alba, Eduardo Astengo, Pedro Cárpena, Carlos Cillóniz, Mario de las Casas, Luis de Souza Ferreira, Alberto Denegri, Carlos Galindo, Plácido Galindo, José Gastañeta, Jorge Góngora, Carlos Honores, Andrés Indacochea, Carlos Lassus, Carlos Melzi, Mario Pacheco, Pablo Pacheco, Rafael Quirós, Andrés Rotta, Abraham Rubio, Juan Ruiz, Francisco Sabroso, Belisario Sánchez. | Andrés Rotta                                      |
| 2   | 1934      | Alfredo Alegre, Vicente Arce, Eduardo Astengo, Carlos Cillóniz, Juan Criado, Alfredo Dagnino, Luis de Souza Ferreira, Ricardo del Río, Alberto Denegri, Arturo Fernández, Teodoro Fernández, Carlos Galindo, Plácido Galindo, Orestes Jordán, Enrique Landa, Mario Pacheco, Pablo Pacheco, Jorge Parró, Víctor Pasache, Alejandro Piñeyro, Félix Sayers, Atilio Scaramuti, Carlos Tovar, Elivio Vannini, Arturo Wertheman. | Eduardo Astengo, Alberto Denegri, Plácido Galindo |
| 3   | 1939      | Alfredo Alegre, Alfredo Biffi, Guillermo Calvo, Eugenio Castro, Arturo Fernández, Teodoro Fernández, Raúl Garbín, Juan Honores, Orestes Jordán, Edgardo Mabama, Juan Martínez, Eduardo Martins, Tomás Morales, Mario Pacheco, Enrique Perales, Otto Protzel, Enrique Quiñónez, Olmedo Quiñónez, César Socarraz, Guillermo Thomas, Carlos Tovar, Elivio Vannini, Ernesto Velasco, Antonio Villavicencio | Jack Greenwell                                    |
| 4   | 1941      | Alfredo Alegre, Alfredo Biffi, Rafael Breña, Teodoro Fernández, Carlos Ganoza, Orestes Jordán, Justo Larrea, Edgardo Mabama, Juan Martínez, Eduardo Martins, Tulio Obando, Mario Pacheco, Enrique Quiñónez, Olmedo Quiñónez, Félix Sayers, Manuel Vallejos, José Vargas, Antonio Villavicencio. | Arturo Fernández                                  |
| 5   | 1945      | Carlos Arias, Augusto Arrasco, Luis Baldovino, Segundo Castillo, Juan Castro, Víctor Castro, Roque Cavalié, Andrés da Silva, Víctor Espinoza, Eduardo Fernández, Teodoro Fernández, Carlos Ganoza, Víctor Gómez, Maximiliano Huapaya, Justo Larrea, Alejandro León, Lorenzo López, Fernando Maldonado, Guillermo Marchena, Julio Morales, Pablo Pasache, Mario Sacco, César Socarraz, Carlos Stolzembach, Carlos Vargas, José Vargas, Jacinto Villalba. | Arturo Fernández                                  |
| 6   | 1946      | Hernán Álvarez, Carlos Arias, Juan Castro, Ruperto Castro, Andrés da Silva, Víctor Espinoza, Eduardo Fernández, Teodoro Fernández, Augusto Gasco, Víctor Gómez, Maximiliano Huapaya, Julio César Luna, Guillermo Marchena, Julio Morales, Luis Navarrete, Walter Ormeño, Pablo Pasache, Mario Roggero, Mario Sacco, Carlos Stolzembach, Gilberto Torres. | Arturo Fernández                                  |
| 7   | 1949      | Jorge Alcalde, Juan Alcázar, Juan Busanich, Segundo Castillo, Andrés da Silva, Raúl Dreyfus, Carlos Elías, Teodoro Fernández, Guillermo Gago, Augusto Gasco, Víctor Gómez, Carlos Hidalgo, Jorge Lambarri, Alejandro León, Héctor Mifflin, Julio Morales, Walter Ormeño, David Rodríguez, Eduardo Rodríguez, Jorge Rodríguez, Dante Rovay, Alfredo Rubianes, Raúl Silva, Alberto Terry, Gilberto Torres, Godofredo Ugaz, Jorge Urbina, Carlos Valdivia, Rufino Valdivieso. | Arturo Fernández                                  |
| 8   | 1959      | Humberto Arguedas, Luis Calderón, Luis Cruzado, Adolfo Donayre, José Fernández, Pedro Figueroa, Jorge Fiori, Francisco Croas, Joel González, René Gutiérrez, Alejandro Guzmán, Tomás Iwasaki, Manuel Márquez, Mario Minaya, Luis Montero, Daniel Ruiz, Jaime Ruiz, Víctor Salas, Ismael Soria, Ángel Uribe, Jacinto Villalba, Víctor Villarán, Dimas Zegarra. | Segundo Castillo                                  |
| 9   | 1960      | Humberto Arguedas, Osman Bendezu, Luis Calderón, Luis Cruzado, Jorge Fernández, José Fernández, Hugo Cancino, Pedro Figueroa, Jorge Fiori, Joel González, René Gutiérrez, Alejandro Guzmán, Tomás Iwasaki, Manuel Márquez, Mario Minaya, Luis Otazú, Daniel Ruiz, Jaime Ruiz, Manuel Ruiz, Víctor Salas, Ismael Soria, Ángel Uribe, Jacinto Villalba, Dimas Zegarra. | Segundo Castillo                                  |
| 10  | 1964      | Humberto Arguedas, Moisés Barack, Jorge Cabanillas, Víctor Calatayud, Rubén Correa, Luis Cruzado, Jorge Fernández, José Fernández, Nicolás Fuentes, Ángel Guerrero, Alejandro Guzmán, Víctor Lobatón, Óscar Ríos, Enrique Rodríguez, Rodolfo Rosasco, Ángel Uribe, Luis Zavala, Dimas Zegarra. | Marcos Calderón                                   |
| 11  | 1966      | Juan Agurto, Humberto Arguedas, Carlos Burela, Víctor Calatayud, Raúl Carrión, Enrique Cassaretto, Julio Castillo, Roberto Challe, Óscar Chiclayo, Héctor Chumpitaz, Eddie Córdova, Rubén Correa, Luis Cruzado, Fernando Cuéllar, Jorge Fernández, José Fernández, Nicolás Fuentes, Pedro González, Alejandro Guzmán, Alejandro Herrera, Luis La Fuente, Víctor Lobatón, Félix Molina, Óscar Ríos, Enrique Rodríguez, Percy Rojas, Eleazar Soria, Carlos Soto, Ángel Uribe, Luis Zavala. | Marcos Calderón                                   |
| 12  | 1967      | Juan Agurto, Fernando Alva, Carlos Burela, Víctor Calatayud, Enrique Cassaretto, Roberto Chale, Héctor Chumpitaz, Rubén Correa, Luis Cruzado, Enrique di Negro, Edgard Escate, Jorge Fernández, José Fernández, Nicolás Fuentes, Pedro González, Alejandro Guzmán, Tomás Iwasaki, Luis La Fuente, Víctor Lobatón, Félix Molina, Enrique Rodríguez, Percy Rojas, Félix Salinas, Segundo Silva, Eleazar Soria, Carlos Soto, Ángel Uribe, Ricardo Valderrama. | Marcos Calderón                                   |
| 13  | 1969      | Fernando Alva, Carlos Beaxius, Carlos Burela, Víctor Calatayud, Enrique Cassaretto, Hernán Castañeda, Fernando Cerro, Roberto Chale, Héctor Chumpitaz, Rubén Correa, Luis Cruzado, Fernando Cuéllar, José Fernández, Nicolás Fuentes, Pedro González, Luis La Fuente, Julio Luna, Luis Morales, Juan Carlos Oblitas, César Pedraza, Óscar Ríos, Enrique Rodríguez, Percy Rojas, Félix Salinas, Eleazar Soria, Ángel Uribe, Ricardo Valderrama. | Roberto Scarone                                   |
| 14  | 1971      | Fernando Alva, Héctor Bailetti, Humberto Ballesteros, Víctor Calatayud, Hernán Castañeda, Héctor Chumpitaz, Luis Cruzado, Fernando Cuéllar, Jesús Goyzueta, Carlos Daniel Jurado, Luis La Fuente, Julio Luna, Juan José Muñante, Juan Carlos Oblitas, Guillermo Palacios, Rodolfo Pedreschi, José Antonio Plá, Oswaldo Ramírez, Percy Rojas, Leonardo Saavedra, Félix Salinas, Eleazar Soria, Ángel Uribe, Carlos Urrunaga, Ricardo Valderrama, Percy Vílchez, Eduardo Wolf. | Roberto Scarone                                   |
| 15  | 1974      | Julio Aparicio, Humberto Ballesteros, Carlos Carbonell, Héctor Chumpitaz, Fernando Cuéllar, Rubén Díaz, Alberto Marticorena, Juan Carlos Oblitas, Juan José Oré, César Peralta, Marcos Portilla, Oswaldo Ramírez, Tadeo Risco, Percy Rojas, Víctor Hugo Romero, Luis Rubiños, Eleazar Soria, Rubén Techera, Juan Manuel Toyco, Ricardo Valderrama, Juan Carlos Vargas, Eduardo Wolf, David Zuluaga. | Juan Eduardo Hohberg                              |
| 16  | 1982      | Eusebio Acasuzo, Eduardo Aguilar, Pedro Aicart, Julio Bazza, Luis Cadenillas, José Cañamero, Leonardo Carrillo, Rodolfo Chávarri, Luiggi Diez, Martín Duffoo, Carlos Espósito, Samuel Eugenio, Raúl García, Luis Gardella, Hugo Gastulo, Ricardo Gonzales, Juan Carlos Jaime, Danny Kukusaki, Germán Leguía, Roberto Letieri, Alejandro Luces, Santiago Ojeda, Juan José Oré, Eduardo Rey Muñoz, Leonardo Rojas, Percy Rojas, César Rosado, Carlos Rostaing, Luis Servat, Freddy Ternero, José Zapata, José Ziani. | Roberto Scarone                                   |
| 17  | 1985      | Juan Carlos Bazalar, Luis Carmona, José Luis Carranza, Fidel Castro, Juan Charún, Javier Chirinos, Jaime Drago, Martín Duffoo, Miguel Elguera, Samuel Eugenio, Rodolfo Gamarra, Germán Garagay, Raúl García, Hugo Gastulo, Ernesto Guillén, Miguel Gutiérrez, Manuel Herrera, Armando Malqui, Luis Mancilla, Walter Nájar, Pedro Novella, Juan Carlos Oblitas, Claudio Pedraglio, Ramón Quiroga, Kay Rasmussen, Eduardo Rey Muñoz, Luis Reyna, Leonardo Rojas, Miguel Seminario, Fidel Suárez, Freddy Ternero, Javier Torres, Martín Vera Tudela, José Ziani. | Marcos Calderón                                   |
| 18  | 1987      | Juan Carlos Bazalar, Miguel Berdejo, Juvenal Briceño, Carlos Caldeiro, Alfredo Carmona, José Luis Carranza, Leoncio Cervera, César Chávez-Riva, Javier Chirinos, José del Solar, Jaime Drago, Samuel Eugenio, Néstor Fernández, Guillermo Ferrari, Rodolfo Gamarra, Hugo Gastulo, Andrés Gonzales, Víctor Hurtado, Juan Isasi, César Kajatt, Eduardo Malásquez, Roberto Martínez, Juan Carlos Ormeño, Claudio Pedraglio, Rogelio Ramírez, Pedro Requena, Eduardo Rey Muñoz, Luis Reyna, Leonardo Rojas, Miguel Seminario, Fidel Suárez, Freddy Ternero, Jesús Torrealva, José Antonio Trece, Arturo Ulloa, Rubén Urquiza, Enrique Vega Centeno, Julio Velasco, Alfonso Yáñez. | Juan Carlos Oblitas                               |
| 19  | 1990      | Oswaldo Araujo, Álvaro Barco, Juan Carlos Bazalar, Ricardo Bravo, Willy Carazas, Alfredo Carmona, José Luis Carranza, Héctor Cedrés, Dante Chumpitaz, Sergio Cid, Carlos Galeano, Andrés Gonzales, Germán Leguía, Paolo Maldonado, Carlos Marrou, Roberto Martínez, Juan Carlos Ormeño, Pedro Requena, Leonardo Rojas, Alfredo Saavedra, Jerry Tamashiro, Jesús Torrealva, José Antonio Trece, Octavio Vidales, Alfonso Yáñez, Juan Carlos Zubczuk. | Fernando Cuéllar                                  |
| 20  | 1992      | Álvaro Barco, Ronald Baroni, Segundo Barreda, Juan Carlos Bazalar, Ricardo Besada, Ricardo Bravo, José Luis Carranza, César Charún, Alfonso Dulanto, Andrés Gonzales, Juan Carlos Letelier, Paolo Maldonado, Francesco Manassero, Carlos Marrou, Roberto Martínez, Evaristo Massi, César Rodríguez, Martín Rodríguez, Tomás Silva, Jesús Torrealva, Octavio Vidales, Alfonso Yáñez, Juan Carlos Zubczuk | Iván Brzić                                        |
| 21  | 1993      | Marcelo Asteggiano, Ronald Baroni, Juan Carlos Bazalar, Ricardo Besada, Ricardo Bravo, José Luis Carranza, César Charún, Alfonso Dulanto, Marcelo Freitas, Andrés Gonzales, Paolo Maldonado, Carlos Marrou, Roberto Martínez, Jorge Amado Nunes, Frank Palomino, Juan Reynoso, Martín Rodríguez, Roger Serrano, Tomás Silva, Gustavo Tempone, Freddy Torrealva, Jesús Torrealva, Avelino Vega, Martín Yupanqui, Juan Carlos Zubczuk. | Sergio Markarián                                  |
| 22  | 1998      | Piero Alva, Jorge Araujo, Manuel Barreto, Mauro Cantoro, Eddy Carazas, José Luis Carranza, Oswaldo Carrión, César Casas, Marko Ciurlizza, Luis Cordero, Víctor Cotito, Fernando del Solar, Edson Domínguez, Eduardo Esidio, Gustavo Falaschi, Roberto Farfán, Jean Ferrari, Rafael Gallardo, Mario Gómez, Renzo Gómez, Alfredo González, Gustavo Grondona, Diego Gross, Luis Guadalupe, Juan Guzmán, Óscar Ibáñez, Juan Iriarte, Milton Marquillo, Anthony Matellini, Juan Pajuelo, José Pereda, Giuliano Portilla, Rafael Quesada. | Oswaldo Piazza                                    |
| 23  | 1999      | Marco Agapito, Piero Alva, Jorge Araujo, Hansel Arriaga, Francisco Bazán, Gregorio Bernales, Mauro Cantoro, José Luis Carranza, Oswaldo Carrión, César Casas, Marko Ciurlizza, Luis Cordero, Adrián Coria, Leonardo Cornelio, Fernando del Solar, José del Solar, Edson Domínguez, Alfonso Dulanto, Eduardo Esidio, Roberto Farfán, Juan Flores, Mario Gómez, Gustavo Grondona, Luis Guadalupe, Juan Guzmán, Óscar Ibáñez, Miguel Magallanes, Paolo Maldonado, Juan Pajuelo, Giuliano Portilla, Rafael Quesada, Julio Rivera. | Roberto Challe                                    |
| 24  | 2000      | Piero Alva, Jorge Araujo, Gregorio Bernales, Bica, José Luis Carranza, Luis Alberto Carranza, César Casas, Marko Ciurlizza, Luis Cordero, Fernando del Solar, José del Solar, Edson Domínguez, Eduardo Esidio, Nílson Esidio, Juan Flores, John Galliquio, Mario Gómez, Gustavo Grondona, Luis Guadalupe, Óscar Ibáñez, José Laurie, César Lozano, Paolo Maldonado, Fernando Masías, Carlos Orejuela, Juan Pajuelo, Giuliano Portilla, Julio Rivera, Johan Sotil, Miguel Torres, Sergio Ubillús, Roberto Valenzuela, Carlos Yaqué. | Roberto Challe                                    |
| 25  | 2009      | Armando Alfageme, Piero Alva, Víctor Balta, Francisco Bazán, Diego Bustamante, Manuel Calderón, Ronaille Calheira, Giancarlo Carmona, Emmanuel Cerda, Joyce Conde, Davis Deza, Néstor Duarte,Nelinho Quina, Rodolfo Espinoza, Raúl Fernández, John Galliquio, Carlos Galván, Antonio Gonzales, Christian La Torre, Gianfranco Labarthe, Julio Landauri, Luis Llontop, Renzo Lobrano, Jorge Malpartida, Enio Novoa, Jesús Rabanal, Renzo Revoredo, Carlos Robalino, Raúl Ruidíaz, Nolberto Solano, Miguel Torres, Rainer Torres, Johan Vásquez, Edgar Villamarín. | Juan Reynoso                                      |
| 26  | 2013      | Joaquín Aguirre, Fernando Alloco, Carlos Cáceda, José Carvallo, Diego Chávez, Jankarlo Chirinos, Cristian Dávila, Pedro Diez Canseco, Néstor Duarte, Jorge Esparza, Sebastián Fernández, John Galliquio, Alexi Gómez, Antonio Gonzales, Christofer Gonzales, Rafael Guarderas, Diego Guastavino, Juan Carlos La Rosa, Luis Llontop, Mauricio López, Carlos Olascuaga, Franco Otárola, Gerson Panduro, Ángel Romero, Raúl Ruidíaz, Aurelio Saco Vértiz, Werner Schuler, Roberto Siucho, Miguel Torres, Rainer Torres, Josimar Vargas, Miguel Ximénez. | Ángel Comizzo                                     |